# Barbus clauseni
Barbus clauseni е вид лъчеперка от семейство Шаранови (Cyprinidae).

## Разпространение
Видът е разпространен в Бенин и Нигерия.

## Описание
На дължина достигат до 3 cm.